# Laufeia proszynskii
Laufeia proszynskii là một loài nhện trong họ Salticidae.
Loài này thuộc chi Laufeia. Laufeia proszynskii được Da-xiang Song, Gu & Jun Chen miêu tả năm 1988.